# سیمین‌نوک آفریقایی
سیمین‌نوک آفریقایی، نوک‌سیمین آفریقایی یا سهره آوازخوان (نام علمی: Euodice cantans) نام یک گونه از تیره سهره‌های ریز است. بهترین راه تشخیص جنسیت این پرنده انتظار برای شنیدن آواز آن است زیرا که در این گونه فقط پرنده نر آواز می‌خواند. البته روشن است که بهترین راه شناخت پرنده‌های ماده تخم‌گذاری آن است. اخیراً برای تعیین جنسیت از روش‌های آزمایش ژنتیکی برای تعیین DNA استفاده می‌شود. غذای آن را دانه‌ها تشکیل می‌دهد اما برخلاف دیگر پرندگان علاقه‌ای به گیاهان سبز یا دانه‌های خیسانده شده ندارد. در تغذیه این پرندگان باید همیشه دقت کرد تا کلسیم مورد نیاز آنان تأمین شود و برای این کار بهتر است که پوست تخم مرغ ساییده شده یا پودر صدف داده شود.

## زیست‌بوم‌شناسی سیمین‌نوک آفریقایی
این سهره در کشورهایی با دشت‌های بی‌درخت و دشت‌های خشک پوشیده از خار زندگی می‌کنند. طبیعت این سهره‌ها سرزمین‌های خشک است. با این وجود می‌تواند تا ارتفاعات ۲٫۰۰۰ متری از سطح زمین نیز زندگی کند.